# Eurytoma poredipleta
Eurytoma poredipleta är en stekelart som beskrevs av Gérard Delvare 1988. Eurytoma poredipleta ingår i släktet Eurytoma och familjen kragglanssteklar.
Artens utbredningsområde är Senegal. Inga underarter finns listade i Catalogue of Life.